# Domki
Die Domki (Urdu: ڈومکی) sind in der Selbst- und Fremdwahrnehmung ein Volksstamm der Baluchen. Viele Domki leben heute nicht mehr im südwestpakistanischen Belutschistan, sondern im Nordwesten der Region Sindh. Die Domki sind vorwiegend sunnitische Muslime. Der Sufismus übt einen starken Einfluss auf viele traditionsbewusste Domki aus. Der Stammesfürst der Domki trägt, wie bei anderen Baluch-Stämmen, den Titel Sadar.